# Campigliaïte
La campigliaïte est une espèce minérale de sulfate de cuivre et de manganèse dont la formule chimique est Cu4Mn(SO4)2(OH)6·4H2O. 
Elle a été découverte par S. Menchetti et C. Sabelli dans la mine de Temperino à Campiglia Marittima, en Toscane, en Italie. Le nouveau minéral a été nommé d'après sa localité type et a été approuvé par la Commission des nouveaux minéraux et des noms minéraux de l'Association minéralogique internationale.

## Propriétés
La formule chimique de la campigliaïte est Cu4Mn(SO4)2(OH)6·4H2O. Elle est  maclée avec le plan {100}. La campigliaïte cristallise dans le système cristallin monoclinique avec un groupe ponctuel de 2 et un groupe d'espace C2. Les structures en feuillets infinis de la campigliaïte sont caractérisées par des feuillets de polyèdres fortement liés dans la troisième dimension par des liaisons hydrogène plus faibles.
Les cristaux de campigliaïte sont transparents avec un éclat vitreux. Ils sont souvent mélangés avec le gypse, néanmoins de petites quantités de cristaux purs semblent se développer sur le gypse. Les cristaux de campigliaïte sont aplatis sur {100} et allongés sur [010]. Les cristaux sont de couleur bleu clair ou pâle, mais sous l'effet de la transmission de la lumière, la couleur du cristal change en bleu verdâtre pâle. La densité mesurée est de 3,0 g/cm3 par la méthode du liquide lourd, mais la mesure est incertaine en raison de la taille des cristaux. La densité calculée est de 3,063 g/cm3 avec une formule empirique normalisée 7H2O.

## Formation et occurrence
La formation de campigliaïte est liée à l'oxydation de minéraux sulfurés pour former des solutions de sulfate avec de l'ilvaïte associée à la présence de manganèse. La campigliaïte est étroitement associée au gypse en raison des processus géologiques qui forment la campigliaïte.
En plus de la localité type, la campigliaïte est aussi présente dans la mine de Biccia au Piémont en Italie, ainsi que dans la mine des montagnes de Tushar dans l'Utah aux États-Unis.